# Gevolmachtigd minister van Curaçao
De gevolmachtigd minister van Curaçao is, sinds Curaçao in 2010 de status aparte verkreeg binnen het Koninkrijk der Nederlanden, de vertegenwoordiger van Curaçao in de Rijksministerraad. De gevolmachtigd minister zetelt in het Curaçaohuis te Den Haag.
De gevolmachtigd minister van Curaçao vormt samen met de Nederlandse ministers, gevolmachtigd minister van Aruba en de gevolmachtigd minister van Sint Maarten de Rijksministerraad. De Rijksministerraad neemt besluiten die het gehele koninkrijk aangaan en dus per rijkswet moeten worden geregeld. De gevolmachtigd minister vertegenwoordigt het belang van het land waar hij vandaan komt.
Een gevolmachtigd minister neemt deel aan de vergaderingen in de ministerraad van het koninkrijk als er Koninkrijksaangelegenheden aan de orde zijn die zijn land raken. Maakt hij tijdens een vergadering in de ministerraad dan wel tijdens een parlementaire behandeling bezwaar, dan volgt een nader overleg.
De functie van gevolmachtigd minister bestaat sinds 1954, toen de verhoudingen binnen het koninkrijk werden geregeld in het Statuut voor het Koninkrijk der Nederlanden. Voor 1954 werden de Nederlandse Antillen vertegenwoordigd door een algemeen vertegenwoordiger.